# Aragua-Stacheltaschenmaus
Die Aragua-Stacheltaschenmaus (Heteromys catopterius) ist eine Art der Stacheltaschenmäuse. Die 2009 erstbeschriebene Art kommt nur in den Cordillera de la Costa im nördlichen Venezuela vor.

## Merkmale
Die Aragua-Stacheltaschenmaus erreicht eine Kopf-Rumpf-Länge von durchschnittlich 13,2 Zentimetern und eine Schwanzlänge von durchschnittlich 16,6 Zentimetern. Die durchschnittliche Ohrlänge beträgt 19 Millimeter und die durchschnittliche Hinterfußlänge 36 Millimeter. Es handelt sich damit um eine mittelgroße Art der Gattung, einen signifikanten Größenunterschied zwischen den Geschlechtern gibt es nicht. Das Fell der ausgewachsenen Tiere ist rau und beinhaltet einzelne versteifte und weiche stachelähnliche Haare auf dem Rücken und an den Körperseiten. Das Rückenfell ist dunkel schiefergrau bis schwarz mit einer leichten Sprenkelung durch die schwarzen Stacheln und einzelnen ockerfarbenen Haaren. Es geht ohne abgegrenztes sandfarbenes Band an den Körperseiten in den weißen Bauch über. Auf den Oberseiten und Seiten der Vorderbeine befindet sich eine erkennbare schwarze Einfärbung als dunkler Fleck. Die Ohren sind vergleichsweise groß und dunkelgrau bis schwarz.
Die vorderen Bereiche der Sohlen der großen Hinterfüße sind nackt. Der Schwanz ist vergleichsweise lang, er ist leicht behaart und deutlich zweifarbig, wobei die Oberseite dunkler als die Unterseite ist. Der Karyotyp besteht aus 2n = 60 Chromosomen (FN=68).
Die Trinidad-Stacheltaschenmaus (Heteromys anomalus), deren Verbreitungsgebiet an mehreren Stellen mit dem der Aragua-Stacheltaschenmaus in Kontakt kommt, ist deutlich heller und blassbraun gefärbt. Sie ist zudem stärker ockerfarben gesprenkelt und der Fleck auf den Vorderbeinen ebenfalls blassbraun. Zudem ist der Schädel der Aragua-Stacheltaschenmaus größer und im Verhältnis breiter mit stärker abgeflachtem Hirnschädel.

## Verbreitung
Die Aragua-Stacheltaschenmaus lebt endemisch in den Cordillera de la Costa, einem Küstengebirge im nördlichen Venezuela. Die Tiere leben in den Höhenlagen des Gebirges mit einer Höhenverbreitung von etwa 350 bis 2425 Metern, normalerweise jedoch über 700 Metern. Dabei wurde die Art in allen vier Gebirgsmassiven der Cordillera gefunden: der Aragua-Carabodo-Kette, dem El-Ávila-Massiv, der Serranía del Interior und dem Macizo Oriental.

## Lebensweise
Die Lebensräume der Aragua-Stacheltaschenmaus liegen im Bereich der laubwerfenden Monsun- und immergrünen Regenwald- und Wolkenwaldgebiete der venezolanischen Cordillera de la Costa. Sie kommt dagegen nicht in Gebüschen oder in Graslandgebieten vor. In den Nebelwaldgebieten leben die Tiere vor allem in Palmenbeständen mit steinigen Böden und Bambus-Unterwuchs. Im Vergleich zur Trinidad-Stacheltaschenmaus bevorzugt die Aragua-Stacheltaschenmaus in Gebieten mit sympatrischen Vorkommen vor allem höhere Lagen sowie ungestörtere und feuchtere Lebensräume. Einzelne gefangene Individuen der Überschneidungszonen zeigten Merkmale beider Arten und stellen wahrscheinlich Hybriden dar. Unter gefangenen Tieren wurden Dominanzstrukturen festgestellt, bei denen die Männchen sich gegenüber nicht paarungsbereiten Weibchen aggressiv verhalten und gegenüber den Weibchen und Jungtieren dominant sind. Männchen untereinander entwickeln ihre Rangordnung durch kurze Kämpfe. Die Weibchen sind dominant gegenüber Jungtieren beider Geschlechter.
Die Aragua-Stacheltaschenmaus ist bodenlebend und nachtaktiv. In Gefangenschaft gehaltene Tiere ernährten sich vor allem von verschiedenen Pflanzen und Früchten, fraßen jedoch auch Brot und Käse. Die natürliche Ernährung besteht wahrscheinlich aus Früchten der lokal vorkommenden Palmenarten, hauptsächlich Iriartea deltoidea, sowie weitere grüne Vegetation, Samen, Früchte und auch Insekten. Die Fortpflanzungszeit ist wahrscheinlich saisonal mit einem Maximum der Würfe in der Regenzeit im April bis Mai. Der Wurf besteht aus 1 bis 3 Jungtieren, die bei der Geburt im Durchschnitt 3,3 Gramm wiegen. Die Jungtiere werden über einen Zeitraum von etwa 48 Tagen von den Muttertieren gesäugt.

## Systematik
Die Aragua-Stacheltaschenmaus wird als eigenständige Art innerhalb der Gattung der Stacheltaschenmäuse (Heteromys) eingeordnet, die aus 16 Arten besteht. Die wissenschaftliche Erstbeschreibung der Art stammt von Robert P. Anderson und dessen Doktoranden Eliécer E. Gutiérrez aus dem Jahr 2009, die sie anhand von Individuen aus dem Nordwesten von Maracay im Bundesstaat Aragua beschrieben. Sie grenzten die Art von der Trinidad-Stacheltaschenmaus (Heteromys anomalus) ab, die ebenfalls in Venezuela vorkommt. Gemeinsam mit der Trinidad-Stacheltaschenmaus, der Paraguaná-Stacheltaschenmaus (Heteromys oasicus), der Südlichen Stacheltaschenmaus (Heteromys australis) und der Ecuador-Stacheltaschenmaus (Heteromys teleus) bildet sie einen als anomalus-Komplex bezeichneten Artenkomplex, der alle in Südamerika vorkommenden Heteromys-Arten mit Ausnahme der Desmarest-Stacheltaschenmaus (Heteromys desmarestianus) angehören.
Innerhalb der Art werden neben der Nominatform keine weiteren Unterarten unterschieden.

## Status, Bedrohung und Schutz
Die Aragua-Stacheltaschenmaus wird von der  International Union for Conservation of Nature and Natural Resources (IUCN) bislang (Stand Januar 2019) nicht gelistet.

## Belege
1. 1 2 3 4 5 6 7 8 9 10 11 12 13 14 15  Paraguana Spiny Pocket Mouse. In: David J. Hafner: Subfamily Heteromyoninae, Genus Heteromys. In: Don E. Wilson, T.E. Lacher, Jr., Russell A. Mittermeier (Herausgeber): Handbook of the Mammals of the World: Lagomorphs and Rodents 1. (HMW, Band 6) Lynx Edicions, Barcelona 2016, S. 198. ISBN 978-84-941892-3-4.
2. 1 2 3 4  Robert P. Anderson, Eliécer E. Gutiérrez: Taxonomy, Distribution, and Natural History of the Genus Heteromys (Rodentia: Heteromyidae) in Central and Eastern Venezuela, with the Description of a New Species from the Cordillera de la Costa. Bulletin of the American Museum of Natural History 331 (1), 2009; S. 33–93. (Volltext (Memento des Originals vom 3. Januar 2019 im Internet Archive)  Info: Der Archivlink wurde automatisch eingesetzt und noch nicht geprüft. Bitte prüfe Original- und Archivlink gemäß Anleitung und entferne dann diesen Hinweis., doi:10.1206/582-2.1)